# 서울 남대문로 2층 한옥 상가
서울 남대문로 2층 한옥 상가는 서울특별시 중구에 있는 건축물이다. 2016년 8월 17일 대한민국의 국가등록문화재 제662호로 지정되었다.

## 등록 사유
서울 남대문로에 건설된 일제강점기의 전형적 벽돌조 한옥 상가로서 현재 서울 시내에 유일하게 남아 있는 건물이며, 당시 남대문로 상업건축의 특징을 잘 보여주는 건축물로 역사적 의미와 건축적 가치가 있다.

## 참고 자료
- 서울 남대문로 2층 한옥 상가 - 국가유산청 국가유산포털